# Sarcophaga insularis
Sarcophaga insularis är en tvåvingeart som beskrevs av Povolny 1997. Sarcophaga insularis ingår i släktet Sarcophaga och familjen köttflugor. Inga underarter finns listade i Catalogue of Life.